# Implicit hívás
Az implicit hívás olyan kifejezés, amelyet egyes fejlesztők használnak olyan szoftverarchitektúra-megvalósításra, amelyben a rendszer az eseménykezelés körül van felépítve, egy visszahívási formát használva. Ez szorosan kapcsolódik az irányítás megfordításához, és ezt informálisan Hollywood-elvnek nevezik. 
„Az implicit hívás mögött az áll, hogy egy eljárás közvetlen meghívása helyett egy komponens egy vagy több eseményt hirdethet (vagy sugározhat). A rendszer többi összetevője regisztrálhatja az érdeklődést egy esemény iránt, ha egy eljárást társít az eseményhez. Az esemény bejelentésekor a rendszer maga hívja meg az eseményre regisztrált összes eljárást. Így az esemény bejelentése implicit módon az eljárások meghívását vonja maga után más modulokban.” David Garlan and Mary Shaw
Az implicit hívás a megfigyelő programtervezési minta alapvető technikája.

## Fordítás
Ez a szócikk részben vagy egészben  az   Implicit invocation című angol Wikipédia-szócikk ezen változatának fordításán alapul.  Az eredeti cikk szerkesztőit annak laptörténete sorolja fel. Ez a jelzés csupán a megfogalmazás eredetét és a szerzői jogokat jelzi, nem szolgál a cikkben szereplő információk forrásmegjelöléseként.